# Stefan Körner (Politiker, 1968)

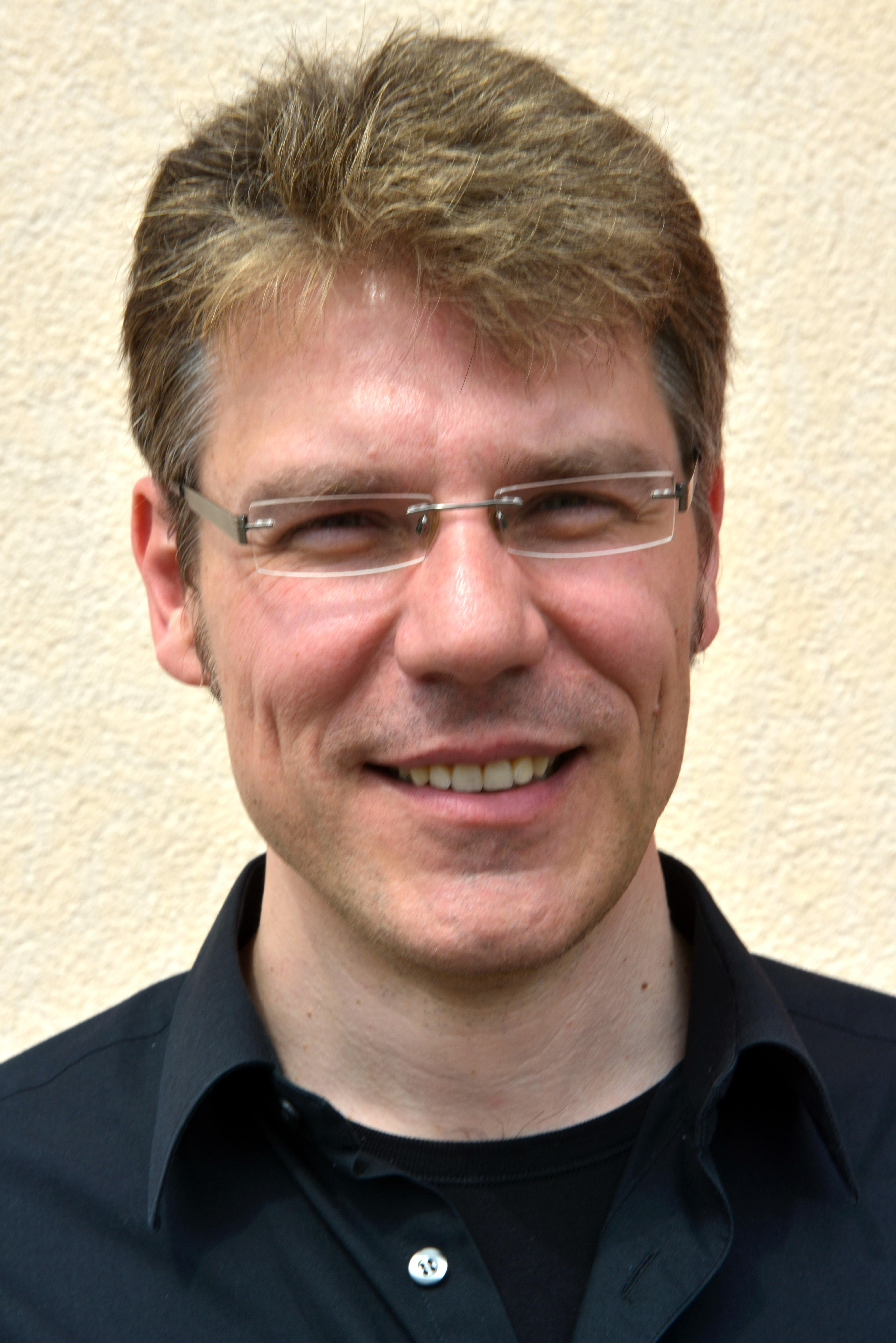
Stefan Körner 2014

Stefan Körner (* 8. November 1968 in Neumarkt in der Oberpfalz) ist ein deutscher Politiker und war von Juni 2014 bis August 2016 Vorsitzender der Piratenpartei Deutschland.

## Parteilaufbahn
Körner trat 2009 in die Piratenpartei ein. Am 6. August 2009 wurde er für ein Jahr zum stellvertretenden Vorsitzenden des neu gegründeten Bezirksverbands Oberpfalz gewählt.

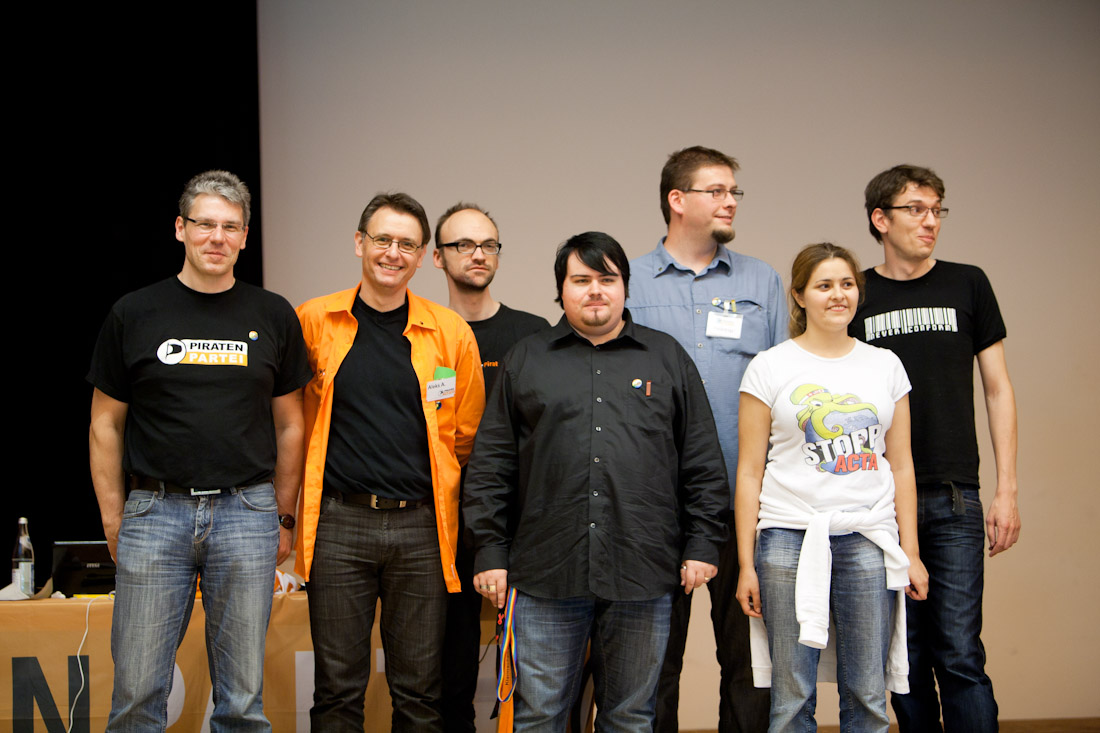
Körner (li.) bei seinem Amtsantritt als bayerischer Landesvorsitzender, 2010.

Am 5. September 2010 wurde er auf dem Landesparteitag in Regensburg zum Vorsitzenden des bayerischen Landesverbands gewählt und auf den Landesparteitagen in den Jahren 2011 und 2012 in diesem Amt bestätigt. Auf dem Landesparteitag am 26. Oktober 2013 kandidierte er nicht erneut für dieses Amt im Landesverband.
Als bayerischer Parteivorsitzender war er 2011 Hauptinitiator des von der Piratenpartei Bayern beabsichtigten Volksbegehrens gegen Studiengebühren. Bei der Sammlung der erforderlichen 25.000 Unterschriften überholten die bayerischen Freien Wähler den Landesverband Bayern mit einem eigens initiierten Volksbegehren, sodass deren Volksbegehren „Nein zu Studiengebühren in Bayern“ in Folge von den PIRATEN mitunterstützt wurde.
In seinem Amt nahm er 2012 auf Horst Seehofers PR-Facebookparty im Münchener Nobel-Club „P1“ teil. Nachdem der Bayerische Ministerpräsident Körner das Du angeboten hatte, überreichte ihm dieser einen Mitgliedsausweis der Piratenpartei mit der Mitgliedsnummer „1337“ für „leet“ (=Elite in der Leetspeak) an. Seehofer nahm den Ausweis mit den Worten „Aber ich bleib trotzdem bei der CSU.“ dankend an, was anschließend in den Tagesthemen der ARD erwähnt wurde.
Bei der Bundestagswahl 2013 kandidierte Körner im Wahlkreis Amberg und erzielte 2,5 % der Wählerstimmen. Zudem kandidierte er auf Platz 4 der Landesliste Bayern. 2013 protestierte er auch gegen die geplanten Drohnenflüge der Streitkräfte der Vereinigten Staaten über die Oberpfalz.
Vom außerordentlichen Bundesparteitag im Juni 2014 wurde er mit 62,05 Prozent der Stimmen zum Bundesvorsitzenden der Partei gewählt und löste damit Thorsten Wirth ab. Körner hatte bereits 2013 für dieses Amt kandidiert. Er wird dem liberalen Parteiflügel zugerechnet und gilt als Vertreter derjenigen, die vor allem die Kompetenz der Piratenpartei im Bereich Netzpolitik betonen wollen. Weitere politische Schwerpunkte sind Datenschutz, Bürgerrechte und politische Partizipation.

## Persönliches
Körner ist konfessionslos, seit 1994 freiberuflicher Softwareentwickler und -trainer und hat zwei Töchter.